# Adieu foulard, adieu Madras
 (novembre 2010).
Si vous disposez d'ouvrages ou d'articles de référence ou si vous connaissez des sites web de qualité traitant du thème abordé ici, merci de compléter l'article en donnant les références utiles à sa vérifiabilité et en les liant à la section « Notes et références ».
Adieu foulard, adieu Madras (Adyé foula) est une chanson traditionnelle créole de la Guadeloupe.

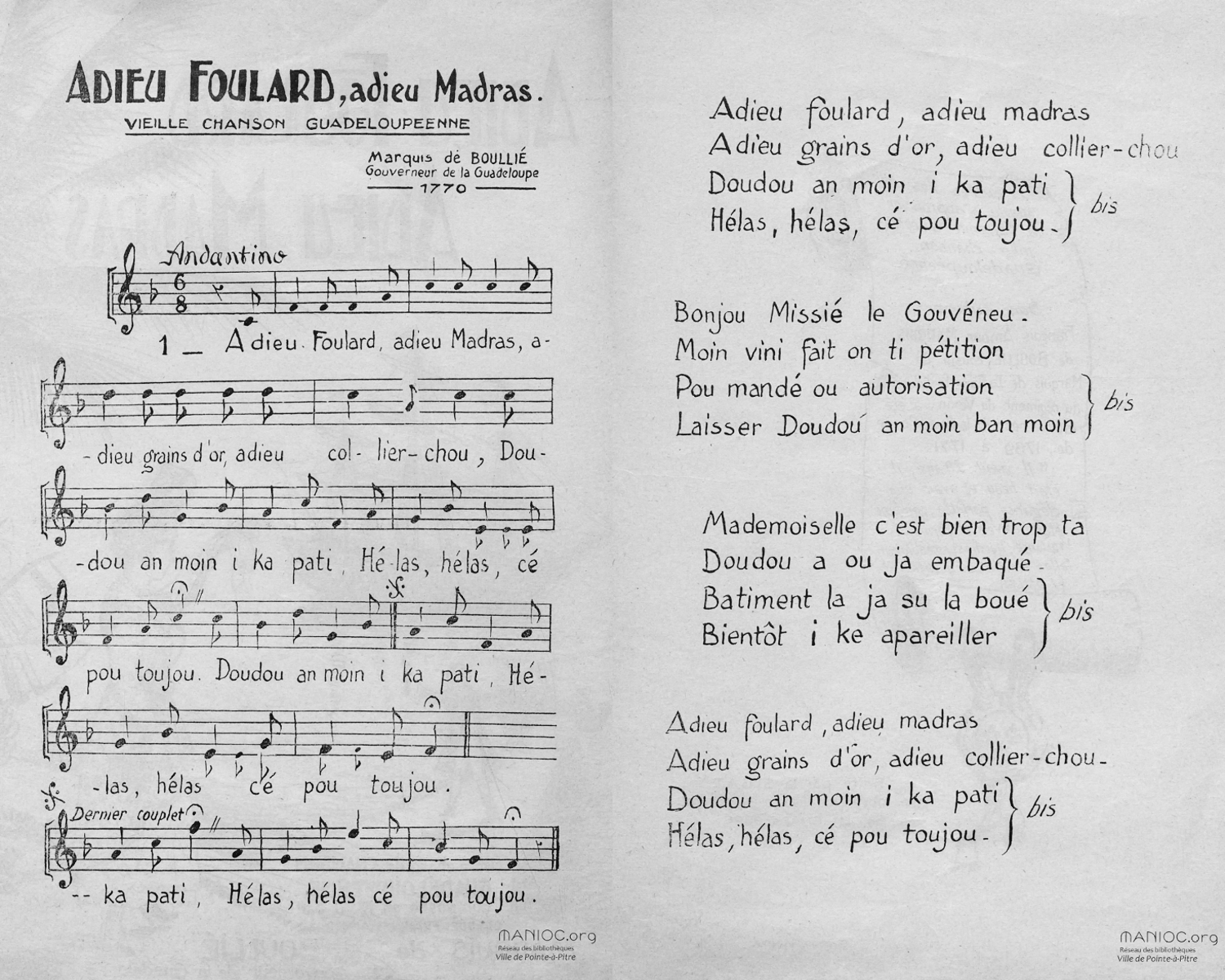
1770 - François Claude de Bouillé.- Adieu Foulard, adieu Madras, partition et paroles, Manioc.org, 19 décembre 2013

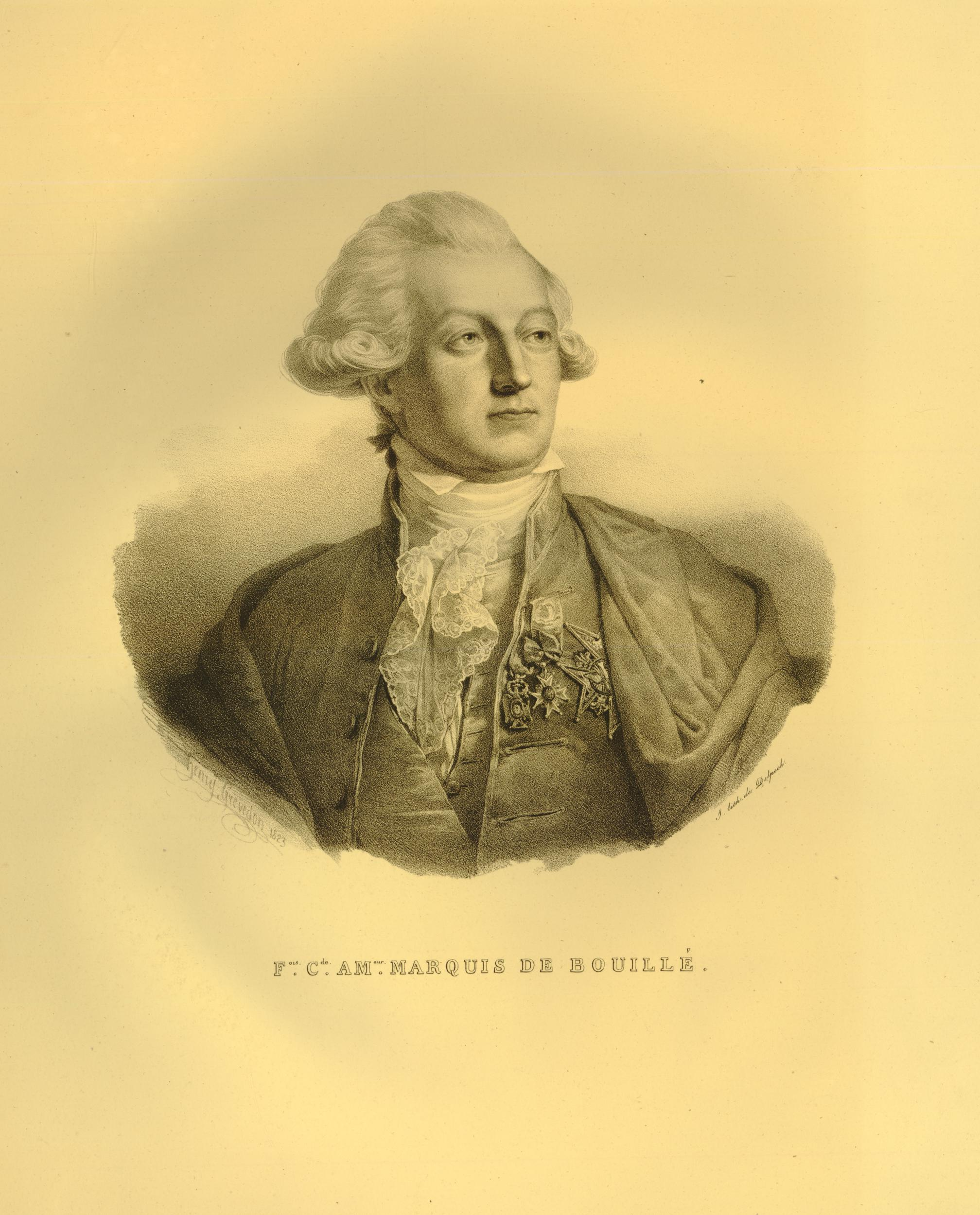
François Claude Amour de Bouillé, auteur

## Origines
La chanson, qui daterait de 1769 ou 1770 est attribuée à François Claude de Bouillé,  cousin du marquis de La Fayette, et qui fut gouverneur de la Guadeloupe de 1769 à 1771.
Le titre original est Les Adieux d’une Créole. L'œuvre connut par la suite une version martiniquaise et une autre guyanaise.

## Paroles
1.
Adieu foulard, adieu madras,
Adieu grain d'or, adieu collier chou,
Doudou an moin i ka pati
Héla, héla, cé pou toujou.
Doudou an moin i ka pati
Hélas, hélas, cé pou toujou.
2.
Bonjour, missié le gouvéneu,
Mwen vini fè an ti pétition
Pou ou laissé doudou moin ba moin.
Mwen vini fè an ti pétition
Pou ou laissé doudou moin ba moin.
Mwen vini fè an ti pétition
3.
Mademoiselle il est trop tard
La consigne est déjà signée
Et le navire est sur la bouée
Dans un instant il va appareiller
Et le navire est sur la bouée
Dans un instant va appareiller.
4.
Adieu foulard, adieu madras,
Adieu grain d'or, adieu collier chou,
Doudou an moin i ka pati
Héla, héla, cé pou toujou.
Doudou an moin i ka pati
Hélas, hélas, cé pou toujou.

## Musique
La lecture audio n'est pas prise en charge dans votre navigateur. Vous pouvez télécharger le fichier audio.

## Reprises
Cette chanson est reprise par :
- Henri Salvador en 1950 (cette reprise est datée de 1949 sur le CD 73127-2 200 de Edenways)
- Moune de Rivel en 1959
- Robert Mavounzy ft Manuela Pioche en 1966[4]
- Dorothée en 1984 (Récré A2, Discopuce, Le Jardin des Chansons)
- Joyeux de Cocotier en 1997 (l'album D'île en île[5]), en version zouk
- Enzo Enzo en 2007 (l'album Chansons d'une maman)
- Jill Barber en 2013 (l'album Chansons)[6]
- Les Stentors en 2018 (l'album Un tour en France)[7]

La chanson a également été reprise en version instrumentale par Roland Dyens (album Paris Guitare). En 1975, Michel Fugain reprend la mélodie dans sa chanson "joli sapin".

## Adaptations
Adieu foulard, adieu Madras est adaptée en anglais par Leon Bibb sous le titre Adieu Madras en 1964.
En 2008, The Kingston Trio sort un album avec une version bilingue français/anglais de Adieu Foulard dont la voix est Bob Shane (en), un ancien membre du groupe.